# Wayne Ford
Wayne Forde est un président de la Fédération du Guyana de football.

## Biographie
Wayne Forde est président du Fruta Conquerors Football Club,.
Il est élu président de la Fédération du Guyana de football le 13 novembre 2015,. Le 9 décembre 2023, il est élu une troisième fois à cette fonction,,.